# Machapuchare
Der Machapuchare (auch Machhapuchhare, Machhapuchchhre, Nepali माछापुच्छ्रे हिमाल IAST Māchhāpuchchhre Himāl, deutsch ‚Fischschwanz‘) ist ein 6997 m hoher Berg im Himalaya in Nepal.

## Lage
Er gehört zum Annapurna-Massiv und liegt 25 km nördlich von Pokhara. Den Grund für den Namen „Fischschwanz“ erkennt man beim Anblick des Berges von Westen, von wo man die beiden Gipfel sehen kann.

## Bedeutung
Der Machhapuchchhre gilt als Sitz des „Buddhas des grenzenlosen Lichts“, des Amitabha, und damit als heiliger Berg.

## Erstbesteigungen
1957 konnten sich die Engländer David Cox und Wilfrid Noyce, Teilnehmer einer Expedition unter der Leitung von James O. M. Roberts, über den Nordgrat bis auf die letzten 50 Meter dem Gipfel nähern. Schon bis dahin erwies sich der Berg als extrem schwierig. Hier allerdings mussten beide wegen der technischen Schwierigkeiten der letzten Meter endgültig umdrehen. Der bei der einheimischen Bevölkerung heilige Berg wurde 1964 vom nepalesischen König mit einem Besteigungsverbot belegt. Es gab das Gerücht, dass dies durch Anregung des Expeditionsleiters James O. M. Roberts geschah. In den frühen 1980er-Jahren (vielleicht 1983) soll es eine illegale Erstbesteigung durch den Neuseeländer Bill Denz gegeben haben. Da Bill Denz jedoch 1983 am Makalu tödlich verunglückte, ist dies heute schwer nachzuprüfen.